# Formal Public Identifier
En informatique, un FPI est une chaîne de caractères permettant d'identifier un produit, une spécification ou un document.
Aujourd'hui on privilégie l'utilisation des URIs.

## Format
Un FRI contient quatre sections séparées par deux slashes (//).
est-formel//organisme//produit//LANGAGE
|           | Section    | Description |
| --------- | ---------- | --- |
| Section 1 | est-formel | Indique si l'objet identifié est lié à un standard formel. Un signe '-' signifie que cet objet n'est pas approuvé. Un '+', qu'il a été approuvé de façon informelle. Sinon, lorsqu'il est approuvé par un standard formel, une référence vers ce standard est fournie. |
| Section 2 | organisme  | L'organisme ou la personne responsable du maintien du produit, de la spécification ou du document. |
| Section 3 | produit    | L'identifiant unique de l'objet qui est décrit, par exemple un document DTD. |
| Section 4 | langage    | Spécifie le langage utilisé selon la norme ISO 639. |

### Exemple
Typiquement, les FRI sont utilisés pour définir une DTD. Le FRI suivant fait référence à la DTD du HTML 4.0 transitionnel.
```
-//W3C//DTD HTML 4.0 Transitional//EN

```